# Dělnická komunistická strana Iráku
Dělnická komunistická strana Iráku (Hizb al-Shuyu'i al-'Ummali al-'Iraqi) je politická strana v Iráku. Strana byla v opozici vůči režimu Saddama Husajna, následně se ale postavila i proti americké „křesťanské“ okupaci. Ideologie strany vychází z marxismu, ale staví se kriticky k pozdějšímu vývoji v Sovětském svazu. Dále například prosazuje rovnost mužů a žen. Staví se kriticky i k další komunistické straně – Komunistické straně Iráku, oproti ní podporuje nezávislé dělnické a odborové hnutí a také Rady pracujících.